# Torigny-les-Villes
Torigny-les-Villes is een gemeente in het Franse departement Manche (regio Normandië). De plaats maakt deel uit van het arrondissement Saint-Lô. Torigny-les-Villes is op 1 januari 2016 ontstaan door de fusie van de gemeenten Brectouville, Giéville, Guilberville en Torigni-sur-Vire. De gemeente telde 4.441 inwoners op 1 januari 2022.

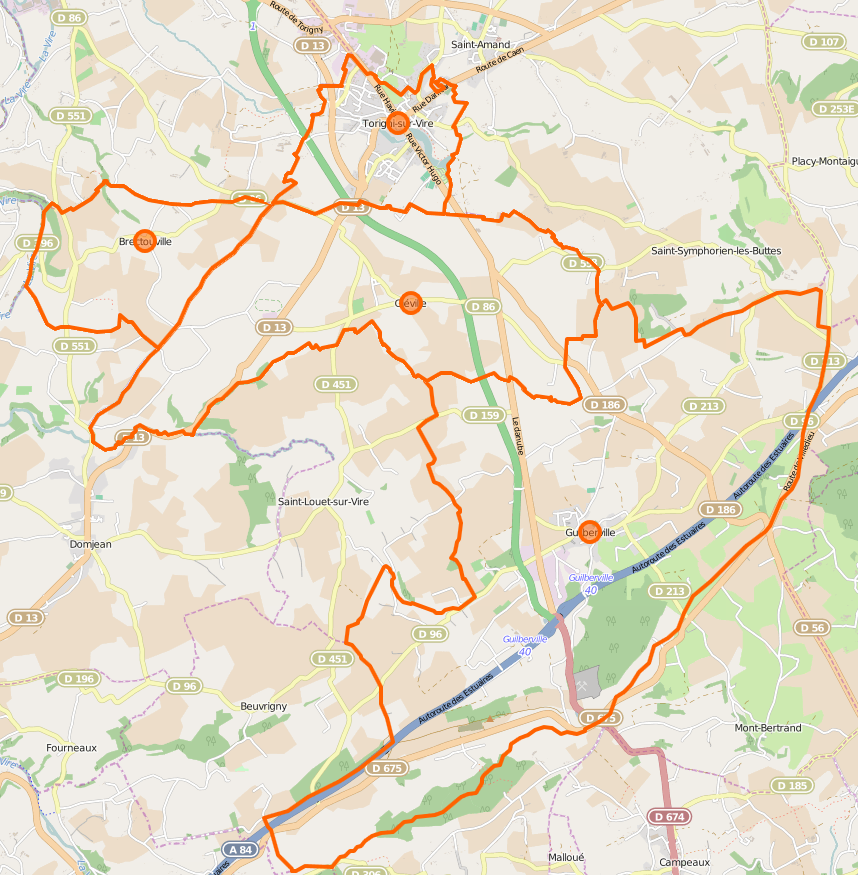
Overzichtskaart fusie met de omgeving

## Geografie
De oppervlakte van Torigny-les-Villes bedraagt 39,23 vierkante kilometer; de bevolkingsdichtheid was 113,2 inwoners per km² op 1 januari 2022.

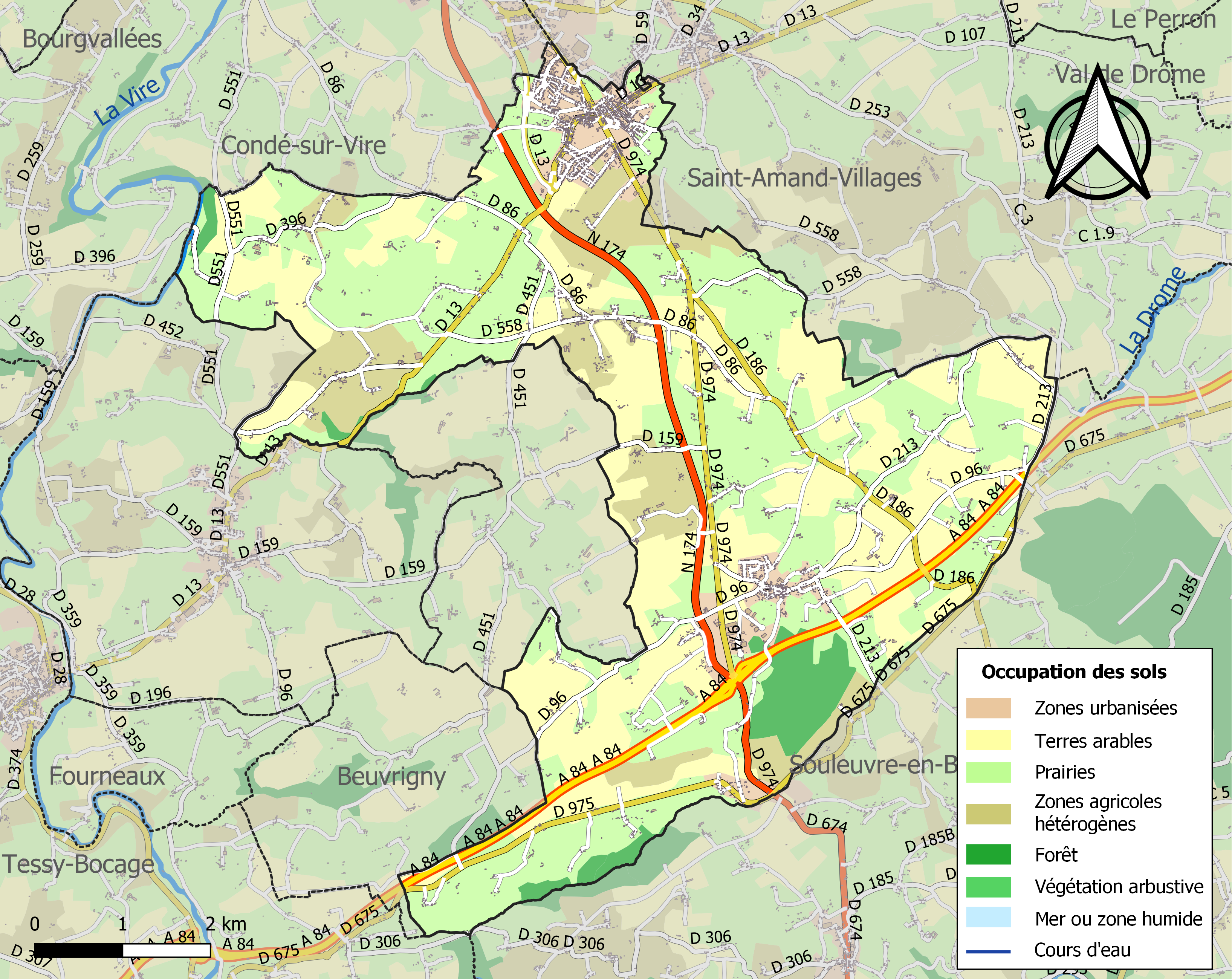
Kaart van de gemeente met de belangrijkste infrastructuur, bodemgebruik en omliggende gemeenten

Beaucoudray · Beuvrigny · Biéville · Condé-sur-Vire · Domjean · Fourneaux · Gouvets · Lamberville · Montrabot · Moyon Villages · Le Perron · Saint-Amand-Villages · Saint-Jean-d'Elle (deels) · Saint-Louet-sur-Vire · Saint-Vigor-des-Monts · Tessy-Bocage · Torigny-les-Villes